# Jeff Porcaro
Jeffrey "Jeff" Thomas Porcaro (Hartford, 1 de abril de 1954 - Los Angeles, 5 de agosto de 1992) foi o baterista e fundador da banda Toto.

## Biografia
Jeffrey Thomas Porcaro, conhecido como Jeff Porcaro, nasceu em Hartford, Connecticut e começou a se interessar pela bateria devido à influência de seu pai, Joe Porcaro. Ele começou a tocar aos sete anos. As primeiras lições começaram com seu pai, Joe, seguido por aulas com Bob Zimmitti e Rich Lapore.
Aos 28 anos, Jeff chegou ao pináculo da experiência e reconhecimento concedido a poucos bateristas. Desde que saiu da escola no último ano para acompanhar Sonny & Cher em Las Vegas, Jeff excursionou e gravou com Seals & Crofts, Boz Scaggs e Steely Dan.
Desde o início de sua carreira, Jeff Porcaro era visto como um dos bateristas mais importantes da indústria da música. Ele possuía senso de ritmo, bem como uma versatilidade que se estendia a praticamente todos os estilos. Entre as centenas de álbuns de que participou estão "Silk Degrees", de Boz Scaggs (para o qual escreveu "Lowdown" e "Lido Shuffle"), "On Every Street", dos Dire Straits, o mega sucesso "Thriller", de Michael Jackson, "Jump Up", de Elton John, "End Of The Innocence", de Don Henley, "Excitable Boy", de Warren Zevon e "Human Touch", de Bruce Springsteen.
Uma lista parcial de outros artistas com quem tocou inclui Bonnie Raitt, Bee Gees, Jackson Browne, Michael McDonald, Lowell George, Hall & Oates, Etta James, Joe Cocker, Nils Lofgren, Manhattan Transfer, Greg Lake, George Benson, Larry Carlton, Paul McCartney, Pink Floyd, Elton John, Michael Jackson, Peter Frampton, Airplay, Peter Allen, America, e Stanley Clarke.
Richard Marx dedicou a canção "One Man" a Porcaro e disse que ele foi o melhor baterista com que ele trabalhou.
Porcaro foi um dos bateristas mais gravados da história, trabalhando em centenas de álbuns e milhares de sessões.

## Morte
Jeff Porcaro sofreu um ataque cardíaco e faleceu no dia 5 de agosto de 1992. Estava usando um pesticida em seu jardim e uma reação alérgica à substância provocou o ataque. Uma autópsia revelou um sério problema cardíaco que não tinha sido previamente diagnosticado. Um relatório emitido um mês depois pela polícia de Los Angeles também mencionou um pequeno traço de cocaína encontrado em seu corpo. Apesar de traços de cocaína permanecerem no corpo por anos, a mídia se agarrou à referência à droga e divulgou amplamente que o abuso de cocaína foi a causa da morte. Este boato persiste, apesar das repetidas declarações daqueles que o conheciam de que ele não usava a droga há muitos anos.[carece de fontes?]
O funeral de Jeff Porcaro, que contou com um número estimado de 1500 pessoas[carece de fontes?], foi realizado dia 10 de agosto no Hall of Liberty no Forest Lawn Memorial Park (Hollywood Hills), onde foi sepultado. O “Jeff Porcaro Memorial Fund” foi criado para beneficiar os departamentos de música e arte da Grant High School, em Los Angeles, onde Jeff estudou nos anos 1970. Um Memorial Concert aconteceu no Anfiteatro Gibson, em Los Angeles, em 14 de dezembro, com vários artistas, incluindo Boz Scaggs, Donald Fagen, Don Henley, Michael McDonald, Eddie Van Halen e a banda Toto. A receita do concerto foi utilizada para estabelecer um fundo de educação para os filhos de Jeff.

## Discografia

### Com Toto
- 1978 – Toto
- 1979 – Hydra
- 1981 – Turn Back
- 1982 – Toto IV
- 1984 – Isolation
- 1986 – Fahrenheit
- 1988 – The Seventh One
- 1992 – Kingdom of Desire

### Com Outros Artistas
- Seals & Crofts - Unborn Child (1974)
- Tommy Bolin - Teaser (1975) - tracks 1, 2, 3, 5
- Steely Dan - Pretzel Logic (1974), Katy Lied (1975), Gaucho (1980)
- Boz Scaggs - Silk Degrees (1976), Down Two Then Left (1977), Middle Man (1980), Other Roads (1988)
- Hall & Oates - Beauty on a Back Street (1977)
- As Frenéticas - Dancing Days (1978)
- Larry Carlton - Room 335 Album (1978)
- Warren Zevon - Excitable Boy (1978) - "Nighttime in the Switching Yard"
- Colin Blunstone - Never Even Thought (1978)
- Lowell George - Thanks, I'll Eat It Here (1979)
- Pink Floyd - The Wall - "Mother"
- Bee Gees - Living Eyes (1981)
- Greg Lake - Greg Lake (1981)
- Peter Frampton - Breaking All the Rules (1981)
- Michael Jackson - Thriller (1982), Dangerous (1991) - "Beat It", "Human Nature", "The Girl is Mine", "The Lady in my Life", "Heal the World"
- Elton John - Jump Up!
- Donald Fagen - The Nightfly (1982)
- Don Henley - I Can't Stand Still (1982), The End of the Innocence (1989)
- Christopher Cross - Another Page (1983)
- James Newton Howard - "James Newton Howard and Friends" (1983)
- David Gilmour - About Face (1984)
- Michael McDonald - If That's What It Takes (1982) - No Lookin' Back (1985) - "Take It To Heart" (1990)
- Eric Clapton - Behind the Sun (1985) - Forever Man
- Roger Hodgson - Hai Hai (1987)
- Jon Anderson - In the City of Angels (1988)
- Clair Marlo - Let It Go (1989)
- Madonna - Like a Prayer (1989)
- Twenty Mondays - The Twist Inside (1990)
- Michael Bolton - Time, Love & Tenderness (1991)
- Cher - Love Hurts (1991)
- Dire Straits - On Every Street (1991)
- Bruce Springsteen - Human Touch (1992)
- Christopher Cross - Rendezvous (1992)
- 10cc - ...Meanwhile (1992)
- Roger Waters - Amused to death (1992)
- Les Dudek - Les Dudek Debut(1976),Say No More(1977),Ghost Town Parade(1978),Deeper Shades Of Blues,(1995), Freestyle!(2000)